# NCSM Swansea (K328)
Pour les articles homonymes, voir Swansea (homonymie).
Le NCSM Swansea ou HMCS Swansea en anglais est une frégate de la classe River de la Marine royale canadienne.
Il est le navire canadien ayant eu le plus de succès contre les U-boots lors de la Seconde Guerre mondiale en coulant quatre d'entre eux.
Il est baptisé en l'honneur de la commune de Swansea.

## Histoire
Le Swansea arrive à Halifax (Nouvelle-Écosse) le 16 novembre 1943 et est préparé à Pictou pour être du groupe d'escorte EG9 à Londonderry. Sur le chemin pour rejoindre le groupe, il participe à couler l'U 845 en compagnie du HMS Forester, NCSM St. Laurent et NCSM Owen Sound le 10 mars 1944. Ils recueillent 45 marins survivants. Le 14 avril, dans le groupe, lui et le HMS Pelican coulent l'U 448 au large des Açores. Huit jours plus tard, le 22, avec le NCSM Matane, il coule l'U 311 au sud-ouest de l'Islande.
Le Swansea est assigné pour le débarquement de Normandie. Il est présent le 6 juin 1944 puis patrouille dans la Manche pendant quatre mois. Il coule alors l'U 247 devant Land's End avec le NCSM Saint John. Il revient au Canada en novembre 1944 pour une adaptation au climat tropical qui commence le mois suivant à Liverpool (Nouvelle-Écosse) et se termine en juillet 1945. Il se trouve en mer des Caraïbes au moment de la capitulation du Japon. Le Swansea est mis en réserve en novembre 1945 dans le bassin de Bedford.
Le Swansea est remis en service d'avril 1948 à novembre 1953 pour la formation des cadets. En août et septembre 1949, le Swansea navigue au nord jusqu'à l'île de Baffin, fait plusieurs visites portuaires, dont Nuuk, la capitale du Groenland. Il s'agit alors du trajet le plus septentrional d'un navire militaire canadien. Le 15 septembre, alors qu'il est au large du Labrador, il porte secours au navire de transport Malahat près de l'île Mansel. Arrivé le 18 septembre, le Swansea remorque le Malahat à Happy Valley-Goose Bay, soit une distance de 2 200 km, puis retourne à Halifax. En mai 1951, le Crescent, le La Hulloise et le Swansea vont au Royaume-Uni pour un exercice d'entraînement. En janvier, le Swansea fait un voyage de trois semaines dans la mer des Caraïbes, s'arrêtant à Nassau et à Groton (Connecticut). En mai 1952, les mêmes sont à Gibraltar et le long de la Côte d’Azur pour un exercice d'entraînement. Le Swansea fait partie de la revue de la flotte pour célébrer le couronnement d'Élisabeth II en 1953.
En 1956 et 1957, il est reconverti en frégate de la classe Prestonian. Il est remis en service le 14 novembre 1957 et sert principalement sur la côte est. En 1961, il est membre de la 9e escadre canadienne d'escorte. Il est retiré du service le 14 octobre 1966 et vendu pour la ferraille et démoli à Savone en août 1967.